# Union professionnelle reconnue des infirmières de la province de Liège
L’Union professionnelle reconnue des infirmières de la province de Liège (UPRIL) en Belgique, est la branche régionale liégeoise de la FNIB (Fédération nationale des infirmières de Belgique). Elle existe depuis 1924. L’UPRIL envoie des représentants bien sûr au niveau de la FNIB, mais par le biais de celle-ci, possède différents mandats entre autres au CTAI, CNAI ou encore l'UGIB. Elle est également représentée dans différentes commissions.